# Creswell (Oregon)
Creswell település az Amerikai Egyesült Államok északnyugati részén, Oregon állam Lane megyéjében, a Willamette-völgyben helyezkedik el. A 2010. évi népszámláláskor 5031 lakosa volt. A város területe 4,45 km², melyből 0,26 km² vízi.

## Történet
Creswell első üzlete, és postahivatala is 1872-ben nyílt meg; később a város e körül kezdett terjeszkedni. A város nevét John A. J. Creswellről, Maryland szenátoráról és az USA 23. postaminiszteréről kapta.

## Népesség

### 2010
A 2010-es népszámláláskor a városnak 5031 lakója, 1906 háztartása és 1366 családja volt. A népsűrűség 1142,6 fő/km². A lakóegységek száma 2023, sűrűségük 459,5 db/km². A lakosok 89,6%-a fehér, 0,4%-a afroamerikai, 1%-a indián, 1%-a ázsiai, 0,1%-a a csendes-óceáni szigetekről származik, 4,1%-a egyéb-, 3,7% pedig kettő vagy több etnikumú. A spanyol vagy latino származásúak aránya 8,6% (7% mexikói, 0,3% Puerto Ricó-i, 0,1% kubai, 1,3% pedig egyéb spanyol/latino származású).
A háztartások 37,3%-ában élt 18 évnél fiatalabb. 54,2% házas, 12,6% egyedülálló nő, 4,8% pedig egyedülálló férfi; 28,3% pedig nem család. 21,7% egyedül élt; 7,1%-uk 65 éves vagy idősebb. Egy háztartásban átlagosan 2,61 személy élt; a családok átlagmérete 3,01 fő.
A medián életkor 35,7 év volt. A város lakóinak 26,8%-a 18 évesnél fiatalabb, 6,9% 18 és 24 év közötti, 28,9%-uk 25 és 44 év közötti, 25,7%-uk 45 és 64 év közötti, 11,8%-uk pedig 65 éves vagy idősebb. A lakosok 48,7%-a férfi, 51,3%-uk pedig nő.

### 2000
A 2000-es népszámláláskor a városnak 3579 lakója, 1271 háztartása és 911 családja volt. A népsűrűség 1142 fő/km². A lakóegységek száma 1343, sűrűségük 428,5 db/km². A lakosok 89,02%-a fehér, 0,31%-a afroamerikai, 1,82%-a indián, 0,53%-a ázsiai, 0,17%-a Csendes-óceáni szigetekről származik, 4,08%-a egyéb-, 4,08% pedig kettő vagy több etnikumú. A spanyol vagy latino származásúak aránya 7,01% (5,7% mexikói, 0,2% Puerto Ricó-i, 1,1% pedig egyéb spanyol/latino származású).
A háztartások 41,4%-ában élt 18 évnél fiatalabb. 53,1% házas, 13,5% egyedülálló nő; 28,3% pedig nem család. 21,6% egyedül élt; 8,7%-uk 65 éves vagy idősebb. Egy háztartásban átlagosan 2,77 személy élt; a családok átlagmérete 3,21 fő.
A város lakóinak 31,3%-a 18 évnél fiatalabb, 8,5%-a 18 és 24 év közötti, 30,8%-a 25 és 44 év közötti, 18,4%-a 45 és 64 év közötti, 11%-a pedig 65 éves vagy idősebb. A medián életkor 32 év volt. Minden 100 nőre 90,5 férfi jut; a 18 évnél idősebb nőknél ez az arány 89,7.
A háztartások medián bevétele 34 053 amerikai dollár, ez az érték családoknál $40 709. A férfiak medián keresete $28 583, míg a nőké $22 917. A város egy főre jutó bevétele (PCI) $13 736. A családok 15,3%-a, a teljes népesség 19%-a élt létminimum alatt; a 18 év alattiaknál ez a szám 24,1%, a 65 évnél idősebbeknél pedig 5,3%.

## Infrastruktúra

### Oktatás
A Creswelli Iskolakerület három iskolát (Creslane Elementary School, Creswell Middle School, Creswell High School) működtet.

### Közlekedés
A város repülővel a Hobby kifutópályáról közelíthető meg; ezenkívül az Interstate 5 és a 99-es út mentén fekszik, valamint a Lane Transport District is indít ide buszjáratokat.

## Média
A város hetilapja a The Creswell Chronicle.

## Parkok és pihenés
Creswellben, a Willamette-folyó elágazásánál található a 0,69 km² Emerald Valley Golf Club, melyet James és Eugene Russell hoztak létre 1966-ban. Számos tulajdonosváltást követően Jim Pliska üzletember vásárolta meg 2002-ben; ma az Oregoni Egyetem golfcsapatának ad otthont.

## Fordítás
Ez a szócikk részben vagy egészben  a   Creswell, Oregon című angol Wikipédia-szócikk ezen változatának fordításán alapul.  Az eredeti cikk szerkesztőit annak laptörténete sorolja fel. Ez a jelzés csupán a megfogalmazás eredetét és a szerzői jogokat jelzi, nem szolgál a cikkben szereplő információk forrásmegjelöléseként.